# Ghiacciaio Henryk
Il ghiacciaio Henryk (in inglese Henryk Glacier) è un ghiacciaio situato sulla costa di Danco, nella parte occidentale della Terra di Graham, in Antartide. Il ghiacciaio, il cui punto più alto si trova a circa 807 m s.l.m., si trova in particolare sulla penisola Arctowski dove fluisce verso sud-ovest fra lo sperone Wild e il picco Hubl fin dentro il canale di Errera.

## Storia
Il ghiacciaio Henryk, così come la penisola, è stato così battezzato nel 1993 dalla spedizione polacca in Antartide svoltasi nel 1978-79, in onore di Henryk Arctowski, geologo ed esploratore polacco, che prese parte alla spedizione belga in Antartide svoltasi tra il 1897 e il 1898.